# Kahlúa
Kahlúa je znan mehiški liker z okusom kave. 

## Zgodovina
Kahlúo je od leta 1936 do leta 2005 izdelovalo podjetje Allied Domecq. V tem letu je podjetje kupil ameriški koncern Pernod Ricard, drugi največji distributer alkoholnih pijač na svetu in tretji največji v ZDA.

## Različice
Alkoholna stopnja Kahlúe je med 20,0 % in 26,5 %, kar je odvisno od trga, ki mu je namenjena.  Leta 2002 je bila na tržišče ZDA, Kanade in Avstralije lansirana nova, dražja vrsta tega likerja, imenovana Kahlúa Especial. Ta liker izdelujejo iz najboljših zrn kavovca iz vrste arabskega kavovca, ki jo pridelujejo v Veracruzu v Mehiki. Kahlúa Especial ima alkoholno stopnjo 36 %, je manj sladka in manj gosta kot originalni liker.

## Uporaba
Kahlúo se uporablja v različnih vrstah koktajlov, pogosto pa se dodaja tudi raznim sladicam. Eden najbolj znanih koktajlov, v katerem se uporablja Kahlúo je B-52, v Sloveniji pa se prodajajo še koktajli beli Rus in črni Rus.
Kahlúo lahko postrežemo tudi z mlekom ali kavo.